# Тільки ти (фільм, 1994)
«Тільки ти» — романтична комедія 1994 року, знята Норманом Джевісоном. Головні ролі виконали Маріса Томей і Роберт Дауні-молодший.

## Сюжет
Дівчинкою Фейт Корвач дізналась ім'я свого майбутнього чоловіка від ворожки. Пройшло чотирнадцять років і молода жінка заручилася з іншим. І несподівано пролунав телефонний дзвінок від друга її нареченого, який представився Деймон Бредлі. Фейт кидає все та вирушає за Деймоном, який відлітав до Італії, у пошуках свого щастя.

## У ролях
| Актор              | Роль         |
| ------------------ | ------------ |
| Маріса Томей       | Фейт Корвач  |
| Роберт Дауні-мол.  | Пітер Райт   |
| Бонні Гант         | Кейт Корвач  |
| Жоакім ді Алмейда  | Джованні     |
| Фішер Стівенс      | Ларрі Корвач |
| Біллі Зейн         | Гаррі        |
| Шивон Феллон       | Леслі        |
| Джон Бенжамін Гікі | Двейн        |
| Барбара Купісті    | Анна         |

## Створення фільму

### Виробництво
Зйомки фільму проходили в Італії та США.

### Знімальна група
- Кінорежисер — Норман Джевісон
- Сценарист — Даян Дрейк
- Кінопродюсери — Роберт Н. Фрід, Норман Джевісон, Чарлз Малвегілл
- Композитор — Рейчел Портман
- Кінооператор — Свен Нюквіст
- Кіномонтаж — Стівен Е. Рівкін
- Художник-постановник — Лучана Аррігі
- Артдиректори — Марія-Тереза Барбассо, Стефано Марія Ортолані
- Художник по костюмах — Мілена Кононеро
- Підбір акторів — Говард Ф'юр[2].

## Сприйняття
Фільм отримав змішані відгуки. На сайті Rotten Tomatoes оцінка стрічки становить 48 % на основі 23 відгуків від критиків (середня оцінка 5,5/10) і 68 % від глядачів із середньою оцінкою 3,3/5 (21 696 голосів). Фільму зарахований «гнилий помідор» від кінокритиків та «попкорн» від глядачів, Internet Movie Database — 6,5/10 (16 823 голосів).